# Obchod na korze
Obchod na Korze (Brasil: A Pequena Loja da Rua Principal / Portugal: A Loja da Rua Principal) é um filme tchecoeslovaco de 1965, do gênero drama, dirigido por Ján Kadár e Elmar Klos  e estrelado por Jozef Kroner e Ida Kaminska.